# Музей скла (Львів)
Перший Музей скла у Львові був заснований у 1992 році відомим українським художником-склярем, ректором Львівської національної академії мистецтв професором Андрієм Бокотеєм з метою експонування результатів міжнародних симпозіумів гутного скла. Музей скла у приміщенні Палацу Бандінеллі на площі Ринок, 2 розпочав свою діяльність у 2006 році, а експозицію, яка зараз функціонує, оновлено та відкрито 19 квітня 2013 року.
Перший зал музею присвячено історичному склу. Більшість експонатів походять з колекції Львівського історичного музею і представляє скло, яке або виготовлялось на території Західної України, або тут побутувало. З найдавніших експонатів представлені скляні посудини та намистини, виготовлені у 1-2 століттях н. е. на території римських колоній на півдні сучасної України; намистини і посудини з XI—XII століть, а також браслети і фрагменти браслетів, знайдені під час розкопок в Звенигороді та Галичі з часів Київської Русі; вироби місцевих гут, яких було багато на території Галичини з XV—XVIII століть.
Значну частину експозиції присвячено продукції Королівської гути княгині Ізабели Любомирської. Якість виконання, складність декорування, чистота і прозорість скла, яке виконувалось на гуті, не поступалось найкращим європейським зразкам того періоду.
Представлене також скло XX століття: продукція Львівського виробничого об'єднання «Райдуга», Львівської експериментальної кераміко-скульптурної фабрики, Стрийського заводу, Львівського склозаводу № 1.
Друга частина музею присвячена сучасному періоду і колекції Міжнародних симпозіумів гутного скла, які проходять у Львові починаючи з 1989 р. кожних три роки. У симпозіумах взяло участь понад 200 художників з 29 країн. Кожен з художників симпозіуму має змогу працювати біля гутних печей з бригадою висококваліфікованих майстрів-гутників. За результатами роботи відбувається виставка, а кожен учасник залишає роботу в дарунок місту. Сьогодні колекція зібраних унікальних композицій налічує понад 300 одиниць. Зібрана колекція робіт налічує близько 300 екземплярів і знаходиться у фондах Національного музею у Львові. На експозиції представлені роботи художників з Франції, Японії, Угорщини, Великої Британії, США, України, Польщі, Литви, Латвії, Естонії, Словаччини, Росії, Білорусі, Португалії, Іспанії, Австралії, Австрії, Німеччини, Фінляндії. Всі вони були виконані авторами у Львові.
Музей працює щоденно з 10:00 до 18:00. 

Вартість вхідного квитка: для дорослих — 20,00 грн.; для учнів, студентів, — 10,00 грн. 

Екскурсійне обслуговування: 30,00 грн.